# Фингал (Северна Дакота)
Фингал (енгл. Fingal) град је у америчкој савезној држави Северна Дакота.

## Демографија
По попису из 2010. године број становника је 97, што је 36 (-27,1%) становника мање него 2000. године.
| Група             | 2000.       | 2010.      |
| Белци             | 130 (97,7%) | 94 (96,9%) |
| Афроамериканци    | 0 (0,0%)    | 1 (1,0%)   |
| Азијати           | 0 (0,0%)    | 0 (0,0%)   |
| Хиспаноамериканци | 0 (0,0%)    | 0 (0,0%)   |
| Укупно            | 133         | 97         |